# One Hell of a Christmas
One Hell of a Christmas er en engelsksproget dansk gyserfilm fra 2002. Filmen er skrevet og instrueret af den danske filminstruktør Shaky González. Filmen er produceret af Peter Aalbæk Jensen og Thomas Stegler fra Wise Guy Productions. I filmen medvirker Thure Lindhardt og Zlatko Buric.

## Handling
Filmen foregår i Los Angeles i USA og handler om den kriminelle Carlitos (Tolo Montana), der bliver løsladt efter to års fængsel, og bliver fast besluttet på at vise sig som et godt eksempel for sin 5-årige søn og droppe sin kriminelle karriere. Tilbage i den moderne storby står julen for døren, men dens glade budskab om kærlighed og velgørenhed står i kontrast til den uhyggelige underverden, hvor det er højsæson for grådighed og forbrydelser. Her færdes dæmonerne. Carlitos bedste ven, den unge kriminelle Mike (Thure Lindhardt), kommer i besiddelse af en mystisk klo med overnaturlige kræfter, der kan skaffe dem hurtige penge og et liv i overhalingsbanen, og selvom Carlitos afslår, er han alligevel snart spundet ind i et net af sex, drugs og julesange.

## Medvirkende
| Skuespillere/skuespillerinder | Rolle                 |
| ----------------------------- | --------------------- |
| Tolo Montana                  | Carlitos              |
| Thure Lindhardt               | Mike                  |
| Erik Holmey                   | Djævlen               |
| Zlatko Buric                  | Ibrahim               |
| Pat Kelman                    | Englænderen           |
| Maiken Gravlund               | Moderen               |
| Salah El Koussa               | Bobby                 |
| David Bateson                 | Tommy                 |
| Puk Damsgård                  | Luder/stripper/zombie |
| Jennifer Lynn Keef            | Nyhedesoplæser        |
| Maja Muhlack                  | Prostitueret          |